# برازش فراگیر
برازش فراگیر یا برازندگی فراگیر (انگلیسی: Inclusive fitness) یکی از دو معیار موفقیت تکاملی است که توسط ویلیام دی همیلتون در سال ۱۹۶۴ تعریف شده‌است:
- برازش شخصی تعداد فرزندانی است که یک فرد به دنیا می‌آورد (صرف نظر از اینکه چه کسی آنها را نجات می‌دهد / پرورش می‌دهد / حمایت می‌کند)
- برازش فراگیر تعداد فرزندانی است که یک فرد از طریق رفتار خود پرورش می‌دهد، نجات می‌دهد یا به شکل دیگری از آنها حمایت می‌کند (صرف نظر از اینکه چه کسی آنها را به وجود آورده‌است)

فرزند خود فرد، که حامل نیمی از ژن‌های فرد است، به عنوان یک فرزند معادل تعریف می‌شود. فرزند یک خواهر یا برادر که حامل یک چهارم ژن‌های فرد است، معادل ۱/۲ فرزند است. به همین ترتیب، فرزند پسر عمو که ۱/۱۶ ژن فرد را دارد، معادل ۱/۸ فرزند است.